# Булацеловка
Булаце́ловка (укр. Булацелівка) — село,
Суданский сельский совет,
Первомайский район,
Харьковская область.
Код КОАТУУ — 6324587003. Население по переписи 2001 года составляет 42 (15/27 м/ж) человека.

## Географическое положение
Село Булацеловка находится правом берегу реки Берека возле Берекского водохранилища.
Выше по течению на расстоянии в 1 км расположено село Зеленовка,
ниже по течению на расстоянии в 3 км расположено село Максимовка.
На противоположном берегу расположен большой садовый массив.

## История
- Булацеловка в 1776 году была пасекой генерал-майора Ильи Варламовича Булацеля. Впоследствии эти земли отошли его дочери Ефросинье, вышедшей замуж за майора Африкана Максимовича Павлова[1].
- 1850 — дата основания согласно Верховной Раде.

## Экономика
- Первомайское межхозяйственное предприятие по производству товарной рыбы.
- Общество с ограниченной ответственностью «Рыбхоз».
- Турбаза (база отдыха) "Ривьера".

## Достопримечательности
- Братская могила советских воинов. Похоронено 340 воинов.